# Konståret 2007

## Händelser

### December
- 20 december - Pablo Picasso-målningen Portrait of Suzanne Bloch, med Candido Portinaris O Lavrador de Café,[1] stjäls från Museu de Arte de São Paulo i Brasilien.

### Okänt datum
- Göteborgs Internationella Konstbiennal
- Prins Eugen-medaljen tilldelas Leif Bolter, skulptör, Marie-Louise Ekman, konstnär, Jan Håfström, målare, och Knud Holscher, dansk arkitekt och industriformgivare.
- Mark Wallinger tilldelades Turnerpriset.
- Beth Laurin tilldelades Skulptörförbundets Sergelstipendium.
- Ett torg uppkallas efter Friedensreich Hundertwasser i hans hemstad Wien, Friedensreich-Hundertwasser-Platz.
- Gustavsbergs konsthall grundas.
- Konstskolan The Florence Academy of Art etablerar en filial i Sverige.

## Verk
- Okänt datum - Antony Gormley gör sin omfattande installation Händelsehorisont längs Themsens södra strand i London.

## Utställningar
- September-december – Garden in Transit visas på New York Citys taxibilar.

## Födda
- 9 januari – Aelita Andre, australisk målare.

## Avlidna
- 22 februari - Astrid Rietz (född 1915), svensk skulptör.
- 3 mars - Osvaldo Cavandoli, 87, italiensk tecknare.
- 27 mars - Hans Hedberg, 89, svensk skulptör.
- 11 april - Olle Eksell (född 1918), svensk tecknare, grafisk formgivare och affischkonstnär.
- 28 april - Gunnar Johnsson (född 1917), svensk målare och konstnär.
- 13 maj - Torsten Renqvist, 83, svensk konstnär.
- 28 maj - Jörg Immendorff, 61, tysk konstnär.
- 23 juni - Tommy Östmar (född 1934), svensk konstnär och illustratör.
- 30 juni - Ulla Schumacher-Percy, 89, svensk textilkonstnär.
- 2 oktober - Staffan Östlund (född 1924), svensk skulptör.
- 14 oktober - Jan Raneke, 93, svensk heraldiker och konstnär.
- 19 oktober - Jan Wolkers (född 1925), nederländsk författare och konstnär.
- 23 oktober - Gun Kessle, 81, svensk konstnär, fotograf och författare.
- 25 december - Lars Kemner, 88, svensk konstnär.
- Nanny Nygren-Biró (född 1909), svensk konstnär.

### Fotnoter
1. ↑  http://ritualcafe.files.wordpress.com/2007/07/lavrador-de-cafe.jpg